# HD 5156
HD 5156，又名CD-25 338，SAO 166651、HR 251，是一颗恒星，视星等为6.46，位于銀經132.59，銀緯-87.62，其B1900.0坐标为赤經0h 48m 18s，赤緯-25° -87.62′ 17″。